# トリカブト
トリカブト（鳥兜・草鳥頭、学名：Aconitum）は、キンポウゲ科トリカブト属の総称である。有毒植物の一種として知られる。スミレと同じ「菫」と漢字で表記することもある。

## 生態
果実は袋果、種子は翼を持たない。根ばかりでなく、花や葉、花粉にまで毒があり、取り扱いに慎重さを求められるが、口にしないかぎり害はないので必要以上に神経質になることはない。園芸植物としては育てやすく、多様な種が栽培されている。
草本が多いが一部につる植物が知られ、中間のような性質を持つものも知られる。キンポウゲ科の中では塊茎がよく発達する。レイジンソウ亜属 Subgen. Lycoctonum に属する種は多年草であるが、トリカブト亜属 Subgen. Aconitum に属する種は、多年草のなかの疑似一年草に分類される。地上部と地下の母根(塊根、「烏頭(うず)」)はその年の秋に枯死するが、母根から伸びた地下茎の先に子根(嬢根、「附子(ぶし、ぶす)」)ができ、その子根が母根から分離して越冬芽をもち、翌年に発芽し開花する。地上部と地下の母根から見れば一年草であるが、子根が翌年にも生存するため、擬似一年草のカテゴリーにはいる。分離型地中植物とも呼ばれる。繁殖はこの栄養繁殖の他に受粉して種子を作ることも併用する。
湿地を好みしばしば沢沿いに群落を形成する種が多い。

## 人間との関わり
種にもよるが致命的な毒性を持ち、狩猟や薬用に利用されてきた。

### 毒性

トリカブトの毒の一つであるアコニチン

全草、特に根に致死性の高い猛毒を持つ。主な毒成分はジテルペン系アルカロイドのアコニチンで、他にメサコニチン、アコニン、ヒパコニチン、低毒性成分のアチシンのほか、ソンゴリンなどを含む。採集時期および地域によって、毒の強さが異なることがある。
誤食すると嘔吐、呼吸困難、臓器不全、痙攣などによる中毒症状を起こし、心室細動および心停止で死に至ることもある。毒は即効性があり、摂取量によっては経口後数十秒で死亡することもある。半数致死量は0.2gから1g。経皮吸収および経粘膜吸収されるため、口に含んだり、素手で触っただけでも中毒に至ることがある。蜜や花粉にも毒性があるため、養蜂家はトリカブトが自生している地域では蜂蜜を採集しないか、開花期を避けるようにしている。また、天然蜂蜜による中毒例も報告されている。特異的療法および解毒剤はないが、各地の医療機関で中毒の治療研究が行われている。
古来、矢毒として塗布するなどの方法で、狩猟・軍事目的で北東アジア・シベリア文化圏を中心に利用されてきた。北アメリカのエスキモーもトリカブトの毒矢を使用したことが報告されている。アイヌはトリカブトとその根を「スㇽク」と呼び、アマッポに使用した。

#### 日本国内での事例
特に葉の部分を食用の山菜などと誤認し、食中毒する事例がしばしば報告される。誤食によるトリカブト中毒は時期としては3月から5月が多いのが特徴で、食用種の新芽との誤認だと見られている。1989年から2010年まで分析した結果、地域としては北海道および山形県を始めとする東北地方が多く、信越地方にも若干見られるが、西日本では非常に少ない。同期間中の全国における死者数は3件で3人だという。
伝統的にはトリカブトにドクウツギ（Coriaria japonica ドクウツギ科）とドクゼリ（Cicuta virosa セリ科）を加えた3種が日本三大有毒植物と呼ばれることがあるが、近年はドクウツギおよびドクゼリによる食中毒は稀であり、中毒件数としてはトリカブトとバイケイソウ類（Veratrum spp.）とチョウセンアサガオ類が三大、死亡例はトリカブト類と外来種のイヌサフラン（Colchicum autumnale 園芸分野では属名からコルチカムとも呼ばれる、イヌサフラン科）、同じく外来種のグロリオサ類（Gloriosa spp. イヌサフラン科）によるものが多い。トリカブト類と誤認した植物としてはニリンソウ（Anemone flaccida、キンポウゲ科）とモミジガサ（Japonicalia delphiniifolia、キク科）の2種が最も多く、少数ではあるがナンテンハギ（Vicia unijuga マメ科）、ウワバミソウ（Elatostema involucratum、イラクサ科)、ショウガ、フキノトウ、ミツバ、ヨモギなども報告されている。
特に同科のニリンソウは形態的に極めて酷似し、生態的にも同じような沢沿いや林床などの湿潤環境を好みしばしば混生する。トリカブトは茎が建つ、葉に斑点が出ない、根の形状が異なるなども指摘されるが、地域変位が大きく特に地上部だけで判断することは危険である。ニリンソウはスプリング・エフェメラル（Spring ephemeral、春植物）であり開葉から開花まで短く開花しても食用にできる。また、花の形態と時期は両者大きく異なるため、花が咲いていれば誤同定の可能性は非常に低い。このためニリンソウは開花を待って採取することがしばしば推奨されている。なお、花を目的にいくつかの園芸品種が作出されている。

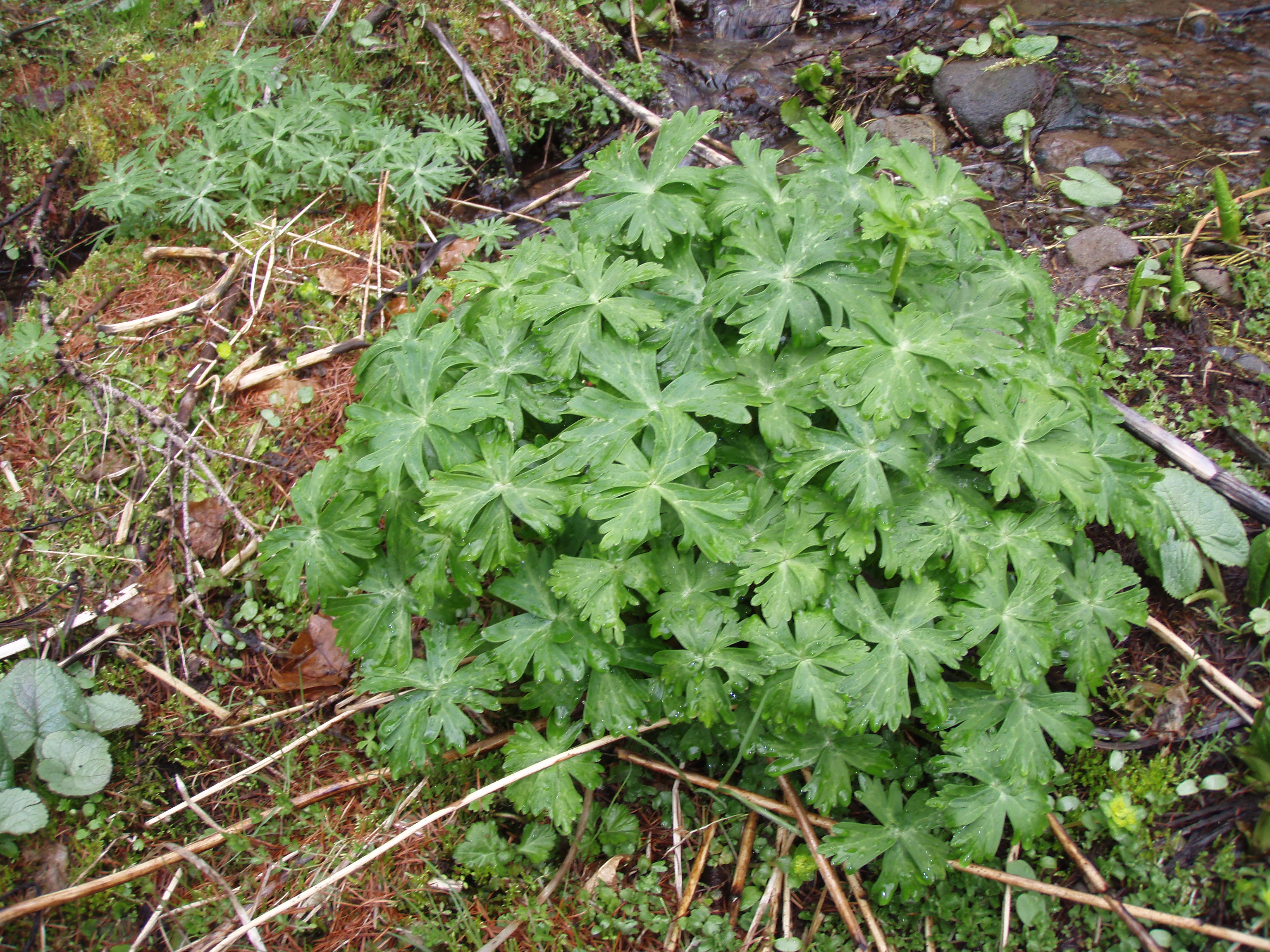
ニリンソウ（画面中央）とトリカブト（画面左）
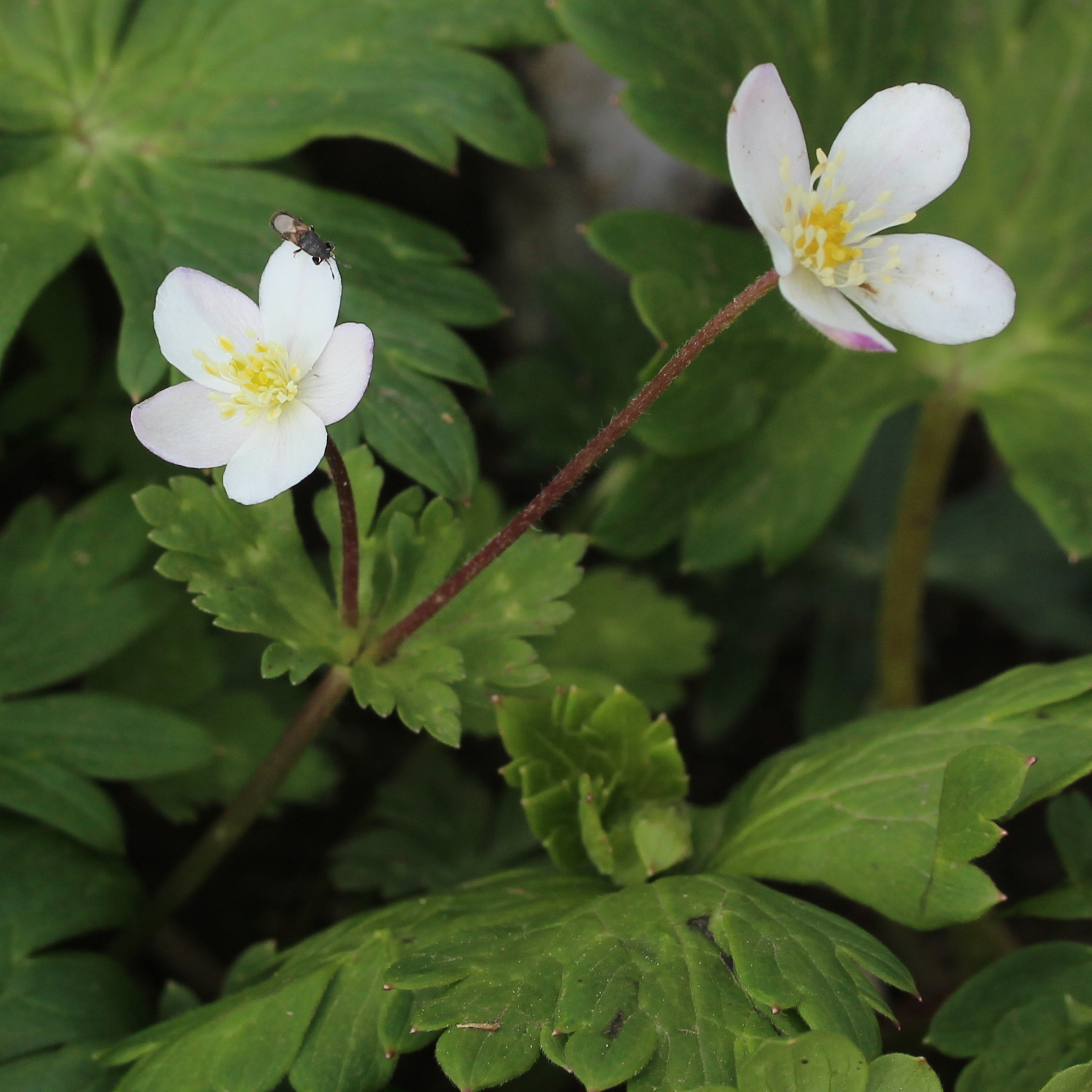
ニリンソウ開花期
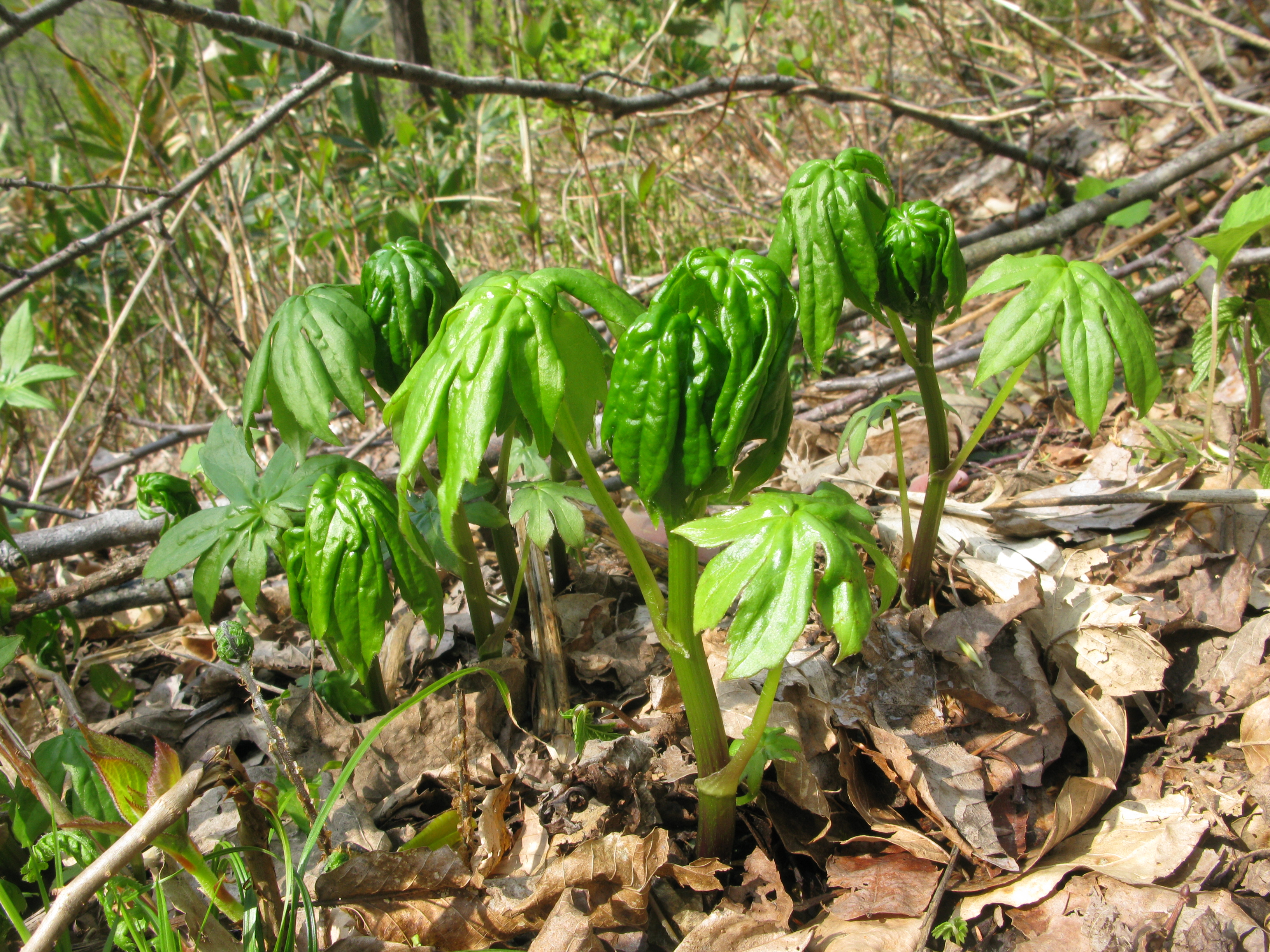
参考：モミジガサ開葉期
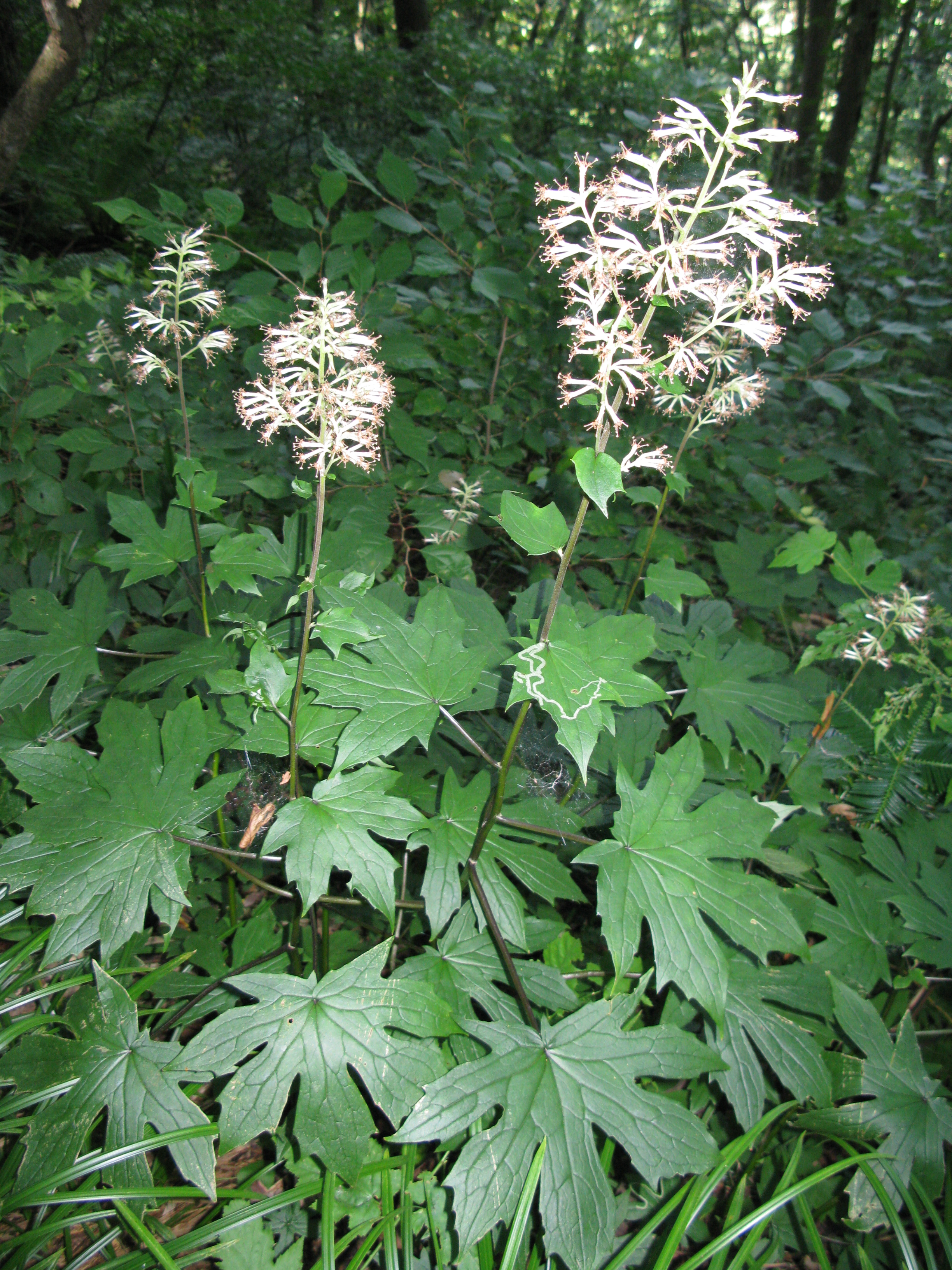
参考：モミジガサ開花期

### 薬用
塊根を乾燥させたものは漢方薬として用いられ、烏頭（うず）または附子（生薬名は「ぶし」、毒に使うときは「ぶす」）と呼ばれる。本来、「附子」は球根の周りに付いている「子ども」の部分。中央部の「親」の部分は「烏頭（うず）」、子球のないものを「天雄（てんゆう）」と呼んでいたが、現在は附子以外のことばはほとんど用いられていない。俗に不美人のことを「ブス」というが、これはトリカブトの中毒で神経に障害が起き、顔の表情がおかしくなったのを指すという説もある。
漢方ではトリカブト属の塊根を附子（ぶし）と称して薬用にする。本来は、塊根の子根（しこん）を附子と称するほか、「親」の部分は烏頭（うず）、また、子根の付かない単体の塊根を天雄（てんゆう）と称し、それぞれ運用法が違う。強心作用や鎮痛作用があるほか、牛車腎気丸及び桂枝加朮附湯では皮膚温上昇作用、末梢血管拡張作用により血液循環の改善に有効である。
しかし、毒性が強いため、附子をそのまま生薬として用いることはほとんどなく、修治と呼ばれる弱毒処理が行われる。

#### 附子が配合されている漢方方剤の例
- 葛根加朮附湯
- 桂枝加朮附湯
- 桂枝加苓朮附湯
- 桂芍知母湯
- 芍薬甘草附子
- 麻黄附子細辛湯
- 真武湯
- 八味地黄丸
- 牛車腎気丸
- 四逆湯

・当帰芍薬散加附子
・大防風湯
・附子理中湯

### 新型コロナウイルスの治療薬として
2021年4月16日、キルギス政府のアリムカディル・ベイシェナリエフ保険大臣は、トリカブトの塊根からの抽出物に新型コロナウイルス感染症への治療効果があると発表した。既に何百人かの患者に同意の元で処方されたとしており、記者会見の場で同じものを飲んで安全性をアピールした。

### ギリシャ神話の逸話
アテナイ王アイゲウスの息子テーセウスが放浪の旅に出発し、見違えるほど逞しくなって帰ってきた。アイゲウス王は旅から戻ったテーセウスが自分の息子だとは気づかなかった。それを幸いに思ったテーセウスは、数々の手柄話を披露し報償を求めた。アイゲウス王の妻メーデイアは蛇の目を持つ魔女だった。メーデイアは、テーセウスがアイゲウスの息子であることを見抜き、彼を毒殺しようと神々の飲料と偽り毒杯をテーセウスに勧めた。しかし、テーセウスは騙されずメーデイアが最初に口にするよう要求した。アイゲウス王はこのときテーセウスが自分の息子だと気づき、メーデイアに向かって「杯を飲まねば殺す」と宣言した。メーデイアが床に杯をたたきつけると、大理石がどろどろに溶け、煮えたぎった。この飲物が、トリカブトの毒杯であったという。

## 分類

### 上位分類
ヒエンソウ属（Consolida）、オオヒエンソウ属（Delphinium）などと共にヒエンソウ連（Tribe Delphinieae）に入れられることが多い。トリカブト属とこれら2属の違いは距を持つ花弁が有柄か無柄かである

### 下位分類
トリカブト属（国内では北海道から九州に分布する）は分類が非常に難しい種類であり、別種とされている種でも形態的には僅かな違いしか出ないことも多い。理由として有性生殖と無性生殖を併用すること、現在が分化していく途上にあることなどが指摘されている。トリカブト属をトリカブト亜属（Subgen, Aconitum）とレイジンソウ亜属（Subgen. Lyctonum）に分けるのは多くの研究者から支持されている。
YListおよび門田裕一 (2016)「キンポウゲ科トリカブト属」『改訂新版 日本の野生植物2』による。

#### レイジンソウ亜属 subgen.Lycoctonum
- コンブレイジンソウ Aconitum hiroshi-igarashii Kadota
- ニセコレイジンソウ Aconitum ikedae Kadota - 和名は北海道の地名「ニセコ」に因む。
- マシケレイジンソウ Aconitum mashikense Kadota et Umezawa - 和名は北海道の地名「増毛」に由来する。
- オシマレイジンソウ Aconitum umezawae Kadota - 和名は北海道の地名「渡島」に由来する。
- カムイレイジンソウ Aconitum asahikawaense Kadota - 和名はアイヌ語で神を意味するカムイに由来する。
- エゾレイジンソウ Aconitum gigas H.Lév. et Vaniot - 和名は北海道や東北の旧名称「蝦夷地」に因む。
- オオレイジンソウ Aconitum iinumae Kadota - 北陸地方以北の本州日本海側多雪地帯に分布する。草丈2m近くになることもある大型種で和名も大きさに因む。従来エゾノレイジンソウの変種とされてきたが、花内部の形態により別種扱いとされている[25]。
- ソウヤレイジンソウ Aconitum soyaense Kadota[26] - 和名は北海道の地名「宗谷」に由来する。宗谷地方の知駒岳（標高532m）東側斜面の蛇紋岩地帯からのみ知られている種で萼が有毛であることや種子が小さいことなどに違いがあるという。
- ヒダカレイジンソウ Aconitum tatewakii Miyabe
- レイジンソウ Aconitum loczyanum Rapaics
- アズマレイジンソウ Aconitum pterocaule Koidz. - 変種としてシロウマレイジンソウ Aconitum pterocaule var. siroumense (Nakai) Kadotaが知られる。

#### トリカブト亜属 subgen.Aconitum
- ダイセツトリカブト Aconitum yamazakii Tamura et Namba
- エゾノホソバトリカブト Aconitum yuparense Takeda var. yuparense
  - ヒダカトリカブト Aconitum yuparense Takeda var. apoiense (Nakai) Kadota
- サンヨウブシ Aconitum sanyoense Nakai
- ジョウシュウトリカブト Aconitum tonense Nakai ex H.Hara
- ガッサントリカブト Aconitum gassanense Kadota et Shin'ei Kato
- イイデトリカブト Aconitum iidemontanum Kadota, Y.Kita et K.Ueda
- キヨミトリカブト Aconitum kiyomiense Kadota
- アズミトリカブト Aconitum azumiense Kadota et Hashido
- ハナカズラ Aconitum ciliare DC.
- シコタントリカブト Aconitum maximum Pall. ex DC. subsp. kurilense (Takeda) Kadota
- カラフトブシ Aconitum sachalinense F.Schmidt subsp. sachalinense
  - リシリブシ Aconitum sachalinense F.Schmidt var. compactum Miyabe et Tatew.
  - エゾトリカブト Aconitum sachalinense F.Schmidt subsp. yezoense (Nakai) Kadota - アイヌが矢毒に用いた[27]。
- セイヤブシ Aconitum ito-seiyanum Miyabe et Tatew.
- カワチブシ Aconitum grossedentatum (Nakai) Nakai
- コウライブシ Aconitum jaluense Kom. subsp. jaluense
  - センウズモドキ Aconitum jaluense Kom. subsp. iwatekense (Nakai) Kadota
- ウゼントリカブト Aconitum okuyamae Nakai
  - ワガトリカブト Aconitum okuyamae Nakai var. wagaense Kadota
- オンタケブシ Aconitum metajaponicum Nakai
- ヤマトリカブト Aconitum japonicum Thunb. subsp. japonicum
  - オクトリカブト Aconitum japonicum Thunb. subsp. subcuneatum (Nakai) Kadota
  - ツクバトリカブト Aconitum japonicum Thunb. subsp. maritimum (Nakai ex Tamura et Namba) Kadota var. maritimum
    - イヤリトリカブト Aconitum japonicum Thunb. subsp. maritimum (Nakai ex Tamura et Namba) Kadota var. iyariense Kadota

  - イブキトリカブト Aconitum japonicum Thunb. subsp. ibukiense (Nakai) Kadota
  - タンナトリカブト Aconitum japonicum Thunb. subsp. napiforme (H.Lév. et Vaniot) Kadota
- ヤサカブシ Aconitum nikaii Nakai
- タカネトリカブト Aconitum zigzag H.Lév. et Vaniot subsp. zigzag
  - ナンタイブシ Aconitum zigzag H.Lév. et Vaniot subsp. komatsui (Nakai) Kadota
  - ハクバブシ Aconitum zigzag H.Lév. et Vaniot subsp. kishidae (Nakai) Kadota
  - リョウハクトリカブト Aconitum zigzag H.Lév. et Vaniot subsp. ryohakuense Kadota
- ホソバトリカブト Aconitum senanense Nakai subsp. senanense var. senanense
  - オオサワトリカブト Aconitum senanense Nakai subsp. senanense var. isidzukae (Nakai) Kadota
  - ヤチトリカブト Aconitum senanense Nakai subsp. paludicola (Nakai) Kadota
- キタダケトリカブト Aconitum kitadakense Nakai
- ミヤマトリカブト Aconitum nipponicum Nakai subsp. nipponicum var. nipponicum
  - ハクサントリカブト Aconitum × hakusanense Nakai
  - ミョウコウトリカブト Aconitum nipponicum Nakai subsp. nipponicum var. septemcarpum (Nakai) Kadota
  - キタザワブシ Aconitum nipponicum Nakai subsp. micranthum (Nakai) Kadota
- ハナトリカブト Aconitum chinense Siebold ex Paxton
- セイヨウトリカブト（アコニット）Aconitum napellus L.  タイプ種

なお、日本においては2018年以降、次の種が新種記載されている。
- ワジマブシ Aconitum wajimanum Kadota
- サンチュウトリカブト Aconitum ohmorii Kadota

北半球の寒帯から暖温帯に300種以上が分布し、日華植物区系区に多くの種がみられる。

## 名前
トリカブトの名の由来は、花が古来の衣装である鳥兜・烏帽子に似ているからとも、鶏の鶏冠（とさか）に似ているからとも言われる。英名の "monkshood" は「僧侶のフード（かぶりもの）」の意味で和名と同じく花の形に由来する。

## 附子・トリカブトが出てくる作品
致死性の強毒を持つことから、創作では定番のアイテムである。
- 『東海道四谷怪談』 - お岩が飲まされた毒は附子であるとされている[16]。
- 『修道士の頭巾』 - イギリスの歴史ミステリー『修道士カドフェル』シリーズの一つ。主人公が痛み止めの塗薬として調合したものが登場。タイトルの「MONK'S-HOOD」はトリカブトの英名である。
- 『附子』の名は小名狂言の演目名としても知られる。
- 『八つ墓村』 - 作中で金田一耕助は、八つ墓村に群生しているカブトニクが連続殺人に用いられたと推理した。
- 『ゴールデンカムイ』 - アイヌ民族の武器として登場。作中では矢じりにトリカブトの根を固めたものを装填して使っていた。ニリンソウと誤認しやすいことも作中で語られる。
- 『琥珀色の遺言』 - 事件の発端となった影谷洸太郎氏殺害事件で、影谷氏がトリカブトの入った薬草茶を飲んで死亡した。
- 『魔人ドラキュラ』 - 吸血鬼の嫌がるものとしてトリカブトが登場する。
- 『百姓貴族』 -夏休みの自由研究で提出した植物採集の中にトリカブトが含まれており、押し花の貼られたページには牛の誤食について言及がある[28]。同じ場面では、植物採集を受け取った教師が捨てろと命じ、採取が禁じられている希少種であることも伝えている[28]。